# پیتر هکر

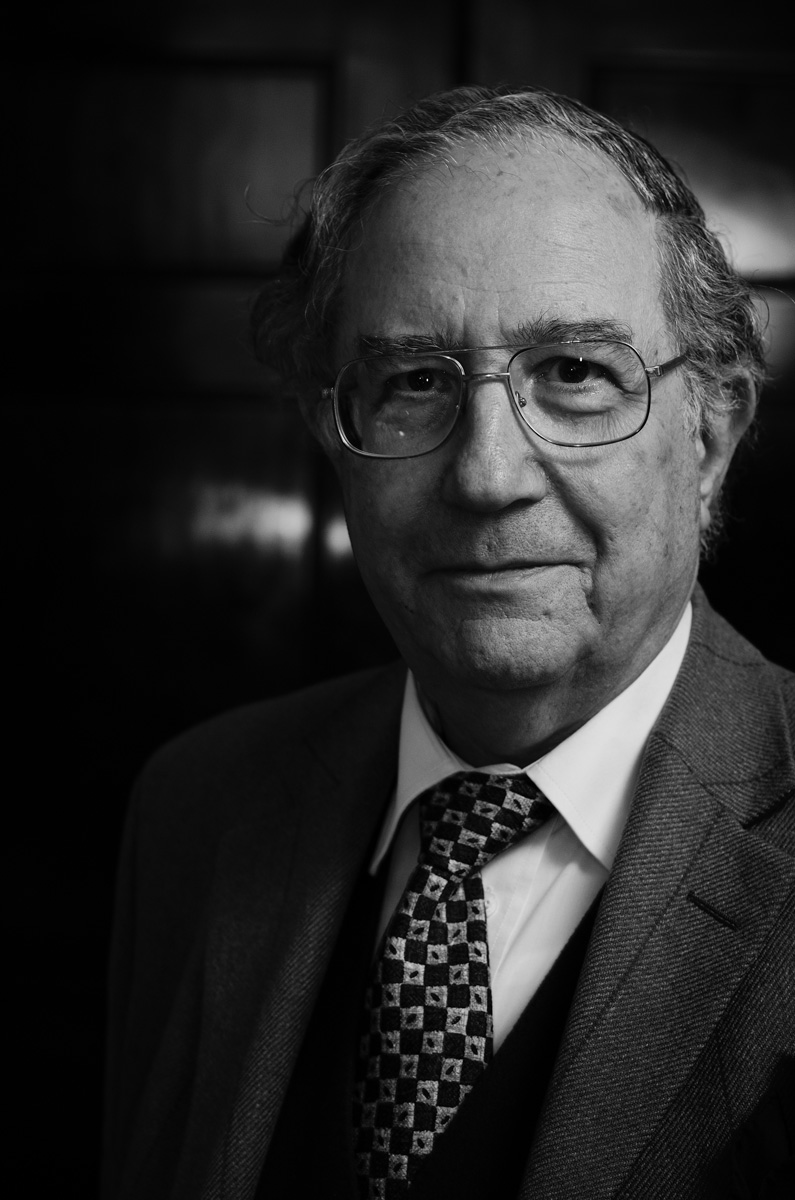
پرتره‌ای از پیتر هکر، فیلسوف بریتانیایی - ۲۰۱۳

پیتر هکر (۱۹۳۹) فیلسوف بریتانیایی است. او در زمینه فلسفه ذهن و فلسفه زبان تخصص دارد. هکر از جمله ویتگنشتاین شناسان بریتانیایی است. نقدهای او به مدعاهای علوم اعصاب از منظر فلسفی در دهه‌های اخیر به بحث‌های زیادی در این زمینه دامن زده است. او تحصیل‌کردهٔ دانشگاه آکسفورد است و در دانشگاه‌های آکسفورد و میشیگان به تدریس فلسفه پرداخته همچنین او در دوره‌ای برای تدریس فلسفه به کشور اوگاندا سفر کرده است.